# جنجال کارت شناسایی در مصر
جنجال کارت شناسایی در مصر پس از حکم شورای عالی اداری مصر در ۱۶ دسامبر ۲۰۰۶ علیه اجازهٔ صدور مدارک شناسایی برای بهائیان ایجاد شد. با صدور این حکم، بهائیان امکان دریافت مدارک ضروری دولتی را در کشورشان از دست می‌دادند مگر آن‌که دربارهٔ دین خود دروغ بگویند که این موضوع در تضاد با اصول دین بهائیت است. در کارت شناسایی در مصر، دین افراد نیز قید می‌شود که تنها مسیحیان، یهودیان و مسلمانان می‌توانند دین خود را در کارت شناسایی قید کنند. با این حکم، بهائیان امکان دریافت کارت شناسایی، گواهی تولد، گواهی مرگ و طلاق و دریافت پاسپورت را از دست می‌دادند و در نتیجه بهائیان بدون این مدارک امکان استخدام، درمان در بیمارستان‌ها، آموزش و شرکت در رأی‌گیری را از دست می‌دادند. سرانجام در ۲۹ ژانویهٔ ۲۰۰۸ دادگاه اداری قاهره با صدور حکمی اجازهٔ صدور کارت شناسایی برای بهائیان را داد به شرطی که مذهب آن‌ها در مدارک قید نشود. اگرچه بهائیان توان دریافت مدارک شناسایی را یافتند؛ ولی دین آن‌ها به رسمیت شناخته نشد.